# Donetsks regionala dramatiska teater

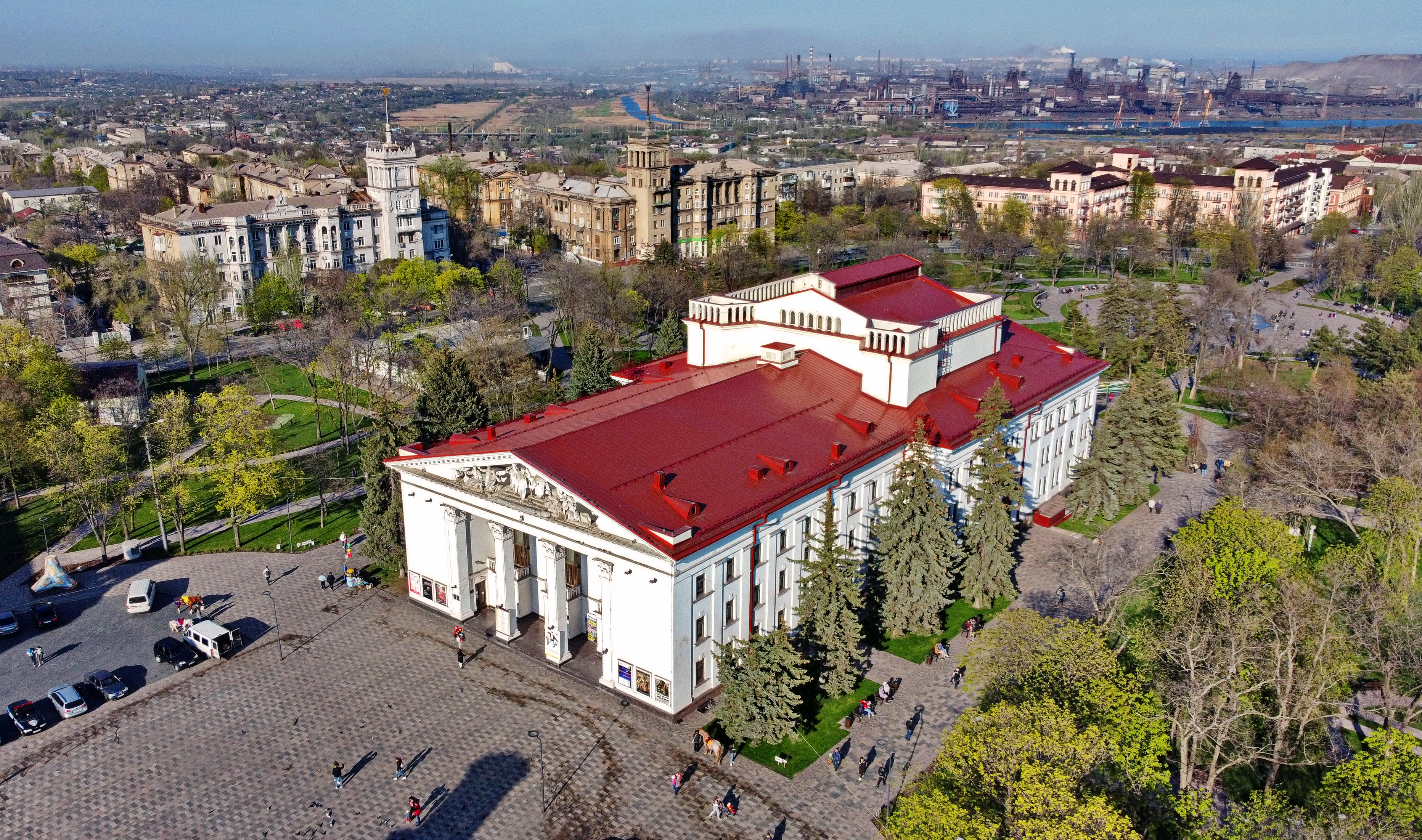
Teatern år 2021.

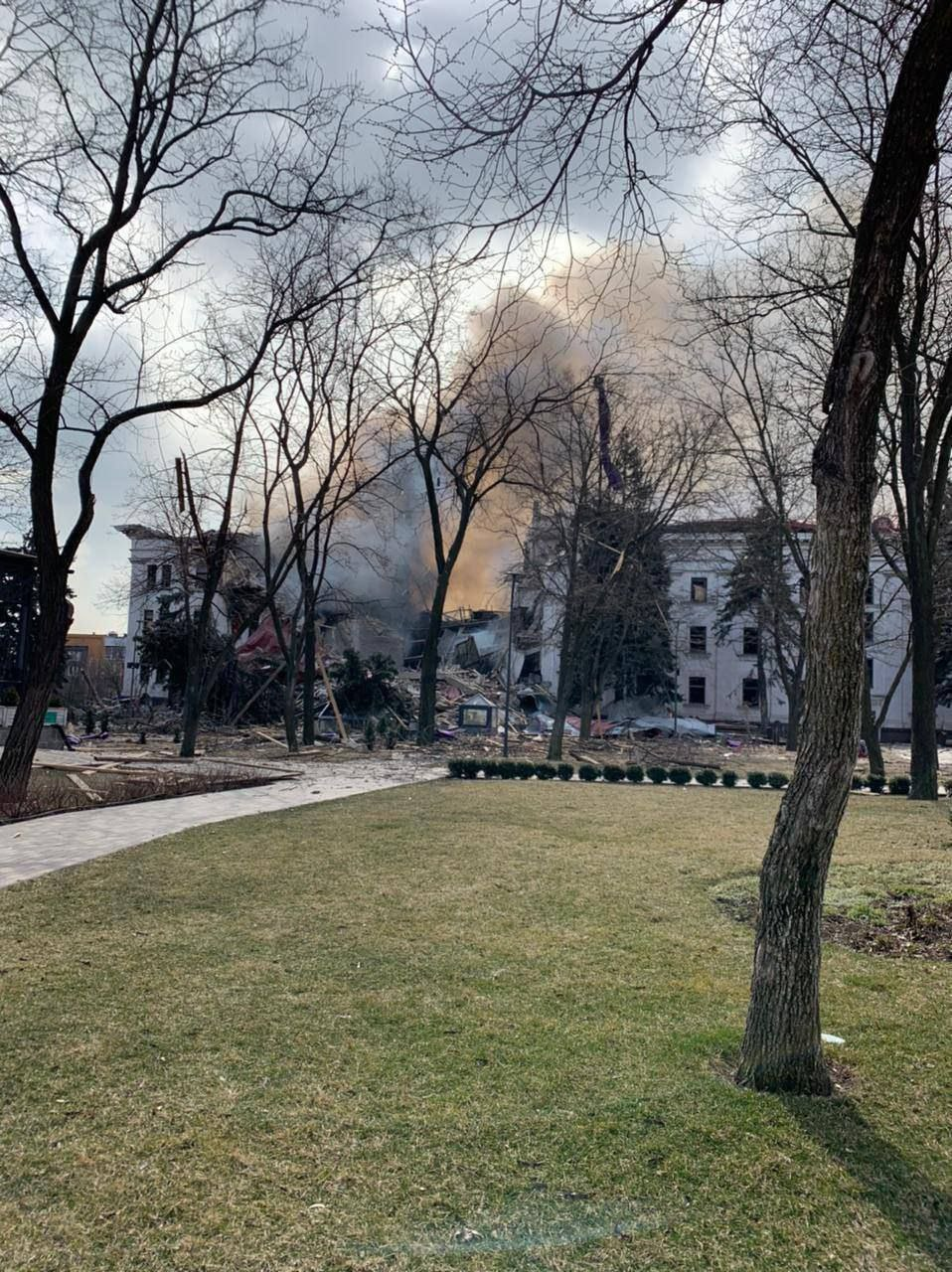
Den förstörda teaterbyggnaden i mars 2022.

Donetsks regionala dramatiska teater (ukrainska: Донецький обласний драматичний театр, ryska: Донецкий областной драматический театр) var en teater i Mariupol i södra Ukraina. Den öppnade i november 1960. Byggnaden förstördes under Rysslands invasion av Ukraina den 16 mars 2022.

## Historia
Den första teatergruppen uppträdde i Mariupol år 1847. År 1878 uppträdde den första professionella teatergruppen, vilket finansierades av Vasilij Sjapovalov, som hyrt ett rum för teatern. Han finansierade även en konserthall benämnd Vinterteatern. Mariupols statliga ryska musik- och dramateater grundades i november 1936, men stängdes redan år 1947. 
Den nya teatern började byggas 1959 och kallades då Donetsks akademiska regionala dramatiska teater. Den ligger på den tidigare platsen för Maria Magdalena-kyrkan, som invigdes 1897 och revs under Stalintiden i början på 1930-talet. Under mellantiden var platsen ett sovjetiskt torg med en fontän. Mariupol ligger i Donetsk oblast (inte i staden Donetsk), vilket är orsaken till namnet. 

## Byggnaden
Donetsks regionala dramatiska teater ritades av arkitekterna A. Krylov och S. Malysjenko och uppfördes av sten från staden Inkerman på Krim i klassicistisk stil. Fasaden pryds med skulpturer av metallarbetare och bönder, som utgör de huvudsakliga yrkena i Azovregionen.

## Ödeläggelse 2022
Teatern förstördes den 16 mars 2022. Stadens myndigheter angav den 25 mars att omkring 300 personer uppskattades ha omkommit inne i den förstörda byggnaden. Den 4 maj 2022 presenterades en granskning gjord av Associated Press som uppskattar antalet dödsoffer till 600.
Ryska media hävdar att ryssland inte låg bakom bombningen, utan att denna utförts av Azovbataljonen. De nekar till att luftangrepp utförts i samband med ödeläggelsen, och hävdar istället att Azovbataljonen sprängt bort de övre våningarna av teatern.
Den 13 april 2022 publicerade OSCE en rapport där man angav följande:
| ” | Russia does not claim that it was a legitimate target but that it was blown up by the Ukrainian Azov battalion. The Mission did not receive any indication that this could be the case... This incident constitutes most likely an egregious violation of IHL (International Humanitarian Law) and those who ordered or executed it committed a war crime. | „ |

I AP:s granskning i maj 2022 anges:
| ” | None of the witnesses saw Ukrainian soldiers operating inside the building. And not one person doubted that the theater was destroyed in a Russian air attack aimed with precision at a civilian target everyone knew was the city’s largest bomb shelter, with children in it. | „ |

Den 23 december 2022 revs det som ännu stod kvar av teatern.
Den 15 mars 2023 fastslog FN:s Human Rights Council genom "the Independent International Commission of Inquiry on Ukraine" i en rapport att angreppet mot teatern var "indiscriminate" och att den ryska armén "failed to take feasible precautions to verify whether civilians were present".

## Bildgalleri

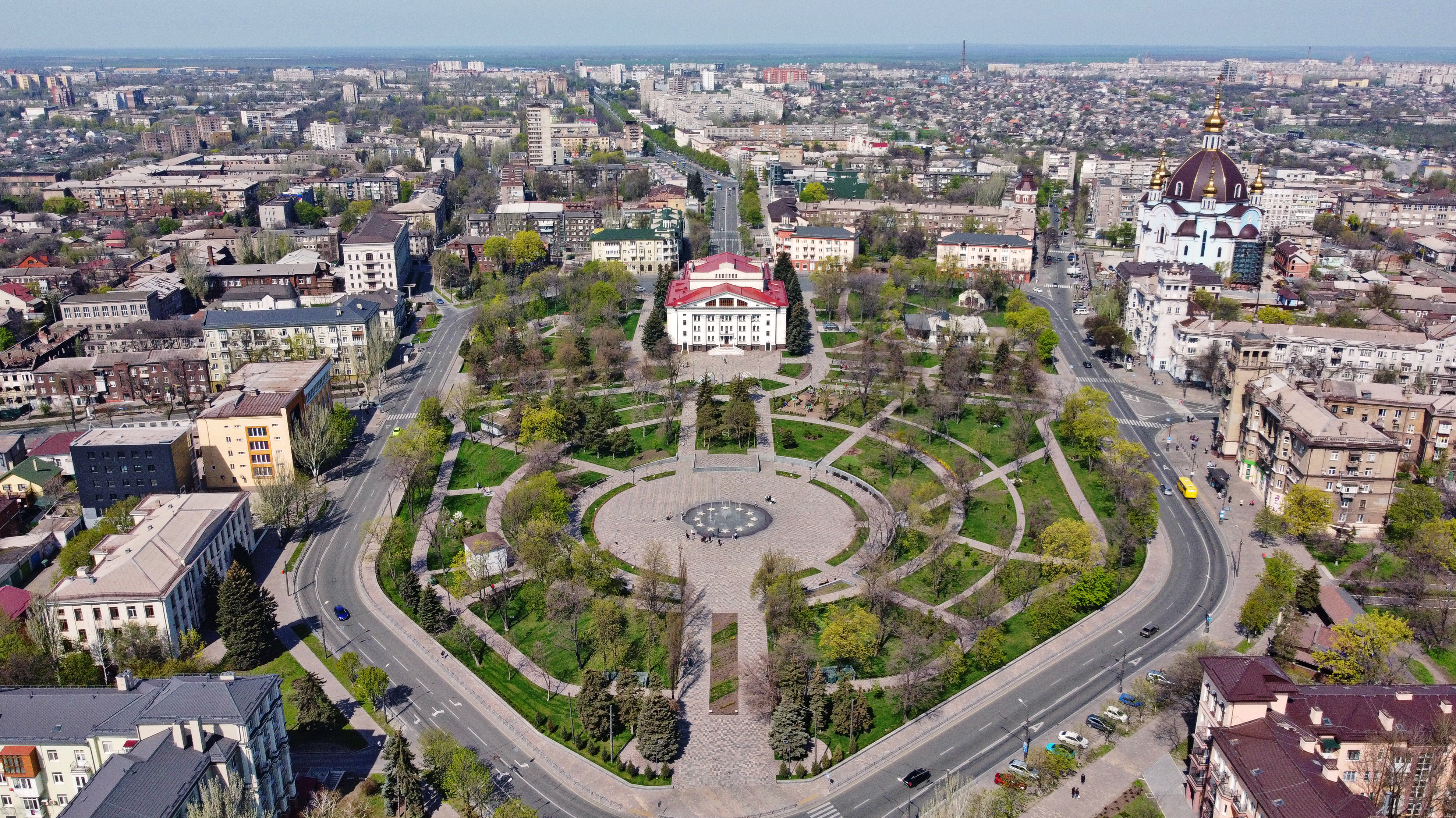
Miry prospekt och teatern sedd mot väster, maj 2021
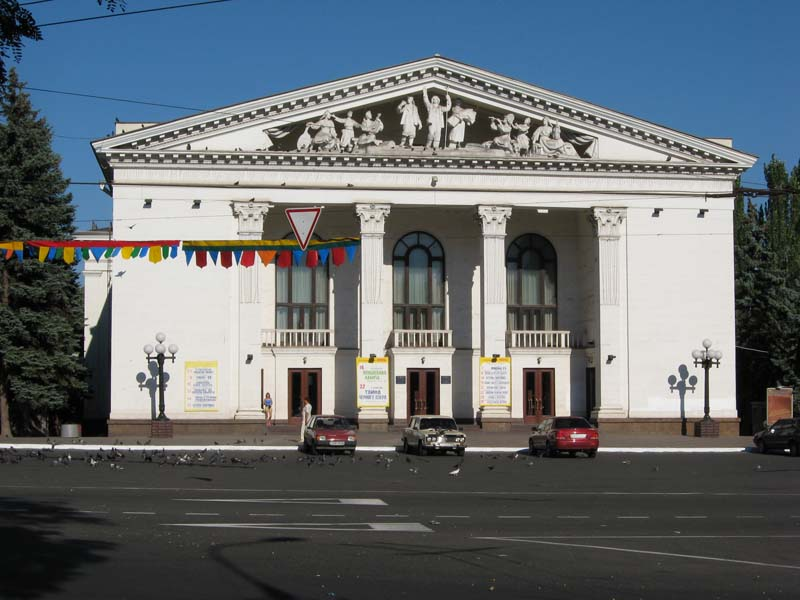
Entré, 2007
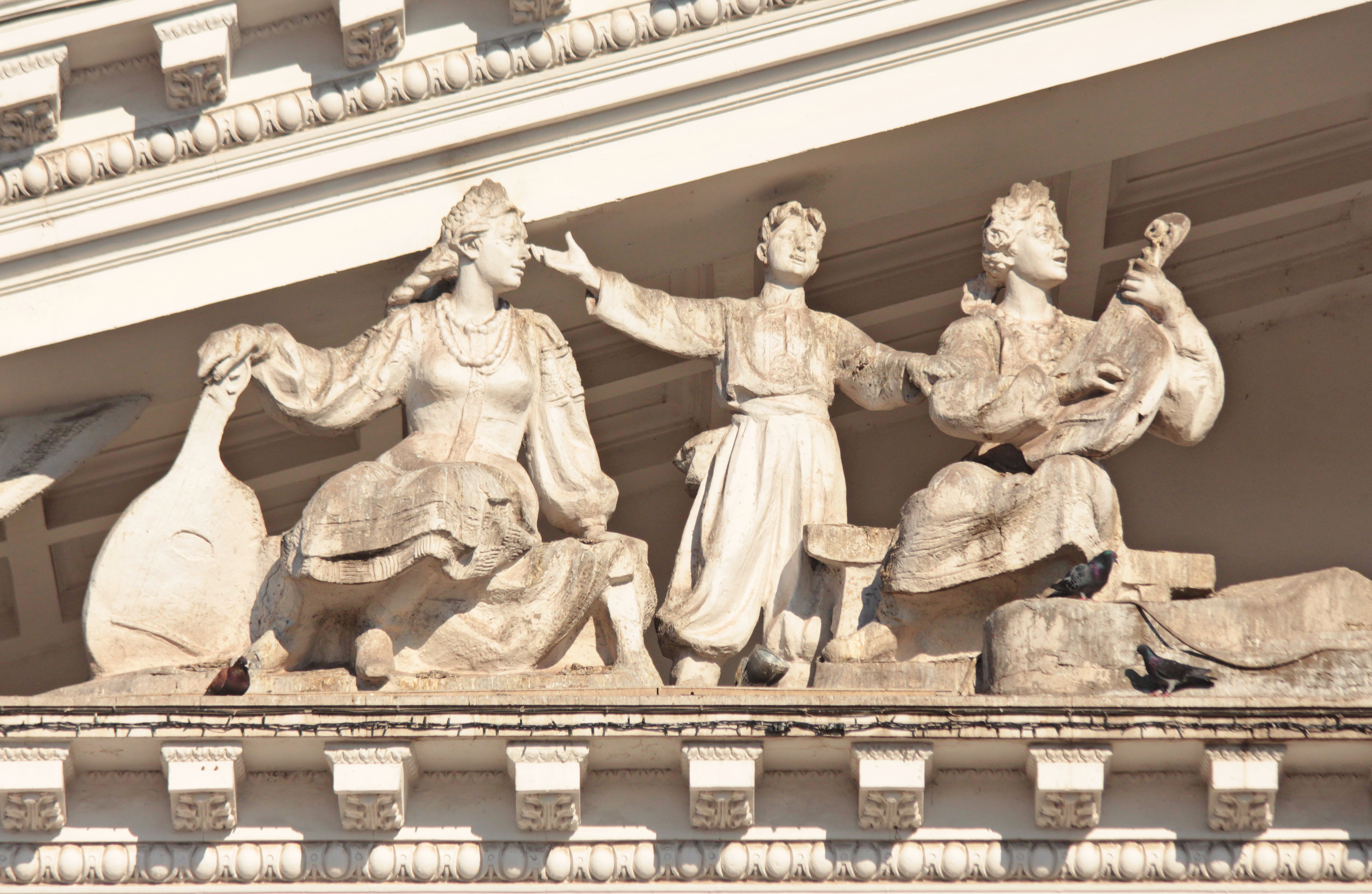
Skulpturer över entrén, 2021
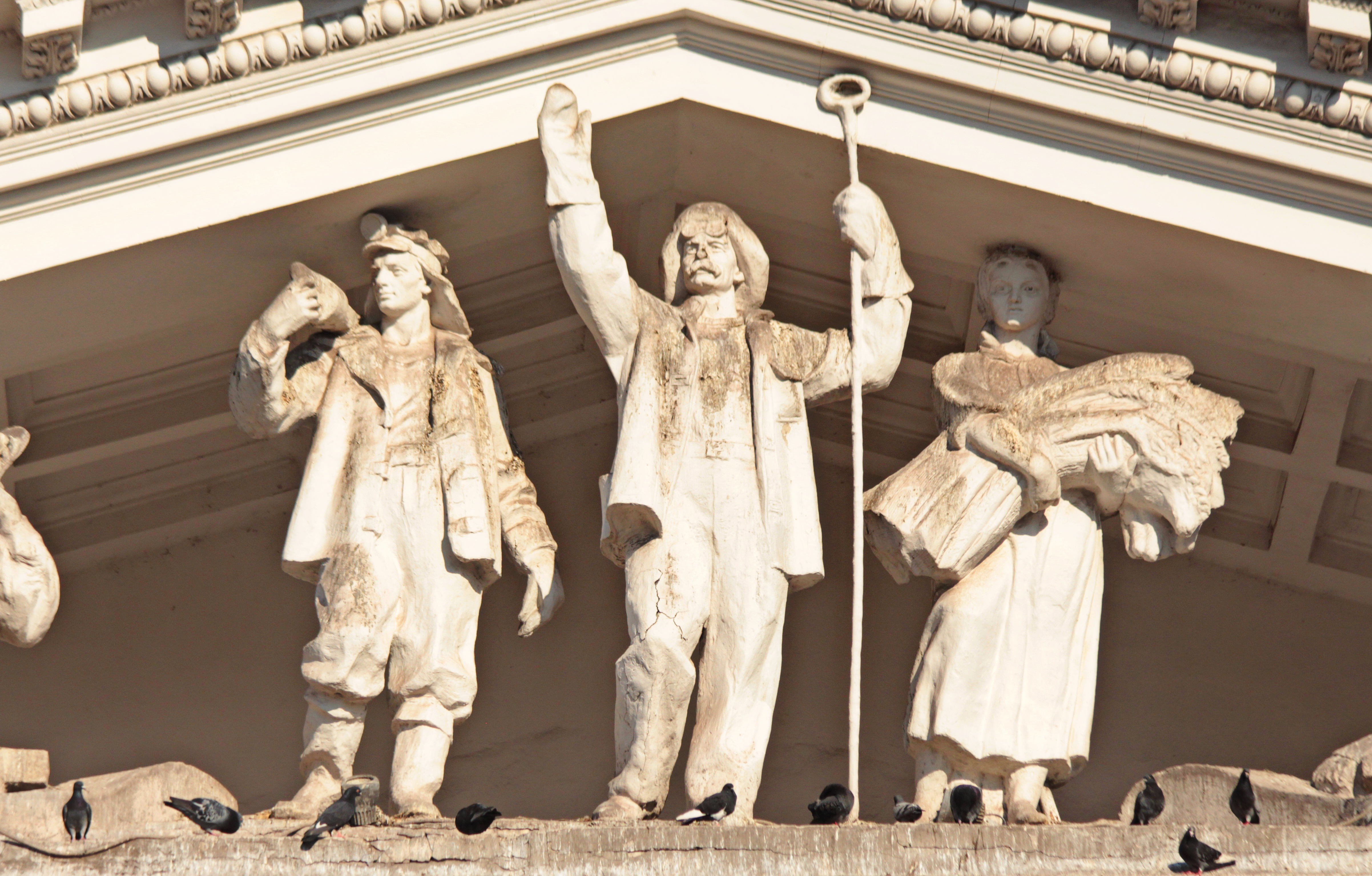
Skulpturer över entrén, 2021
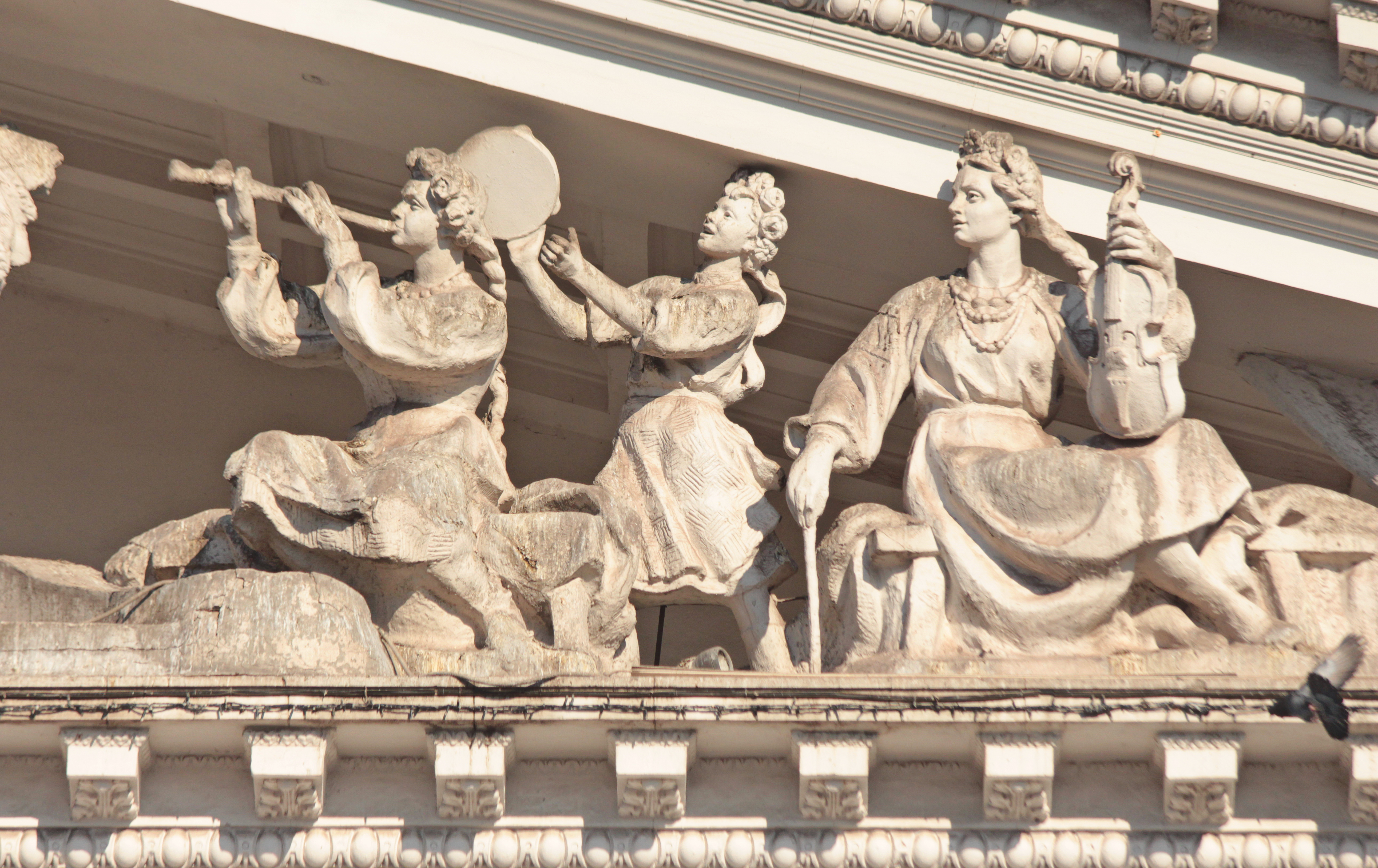
Skulpturer över entrén, 2021
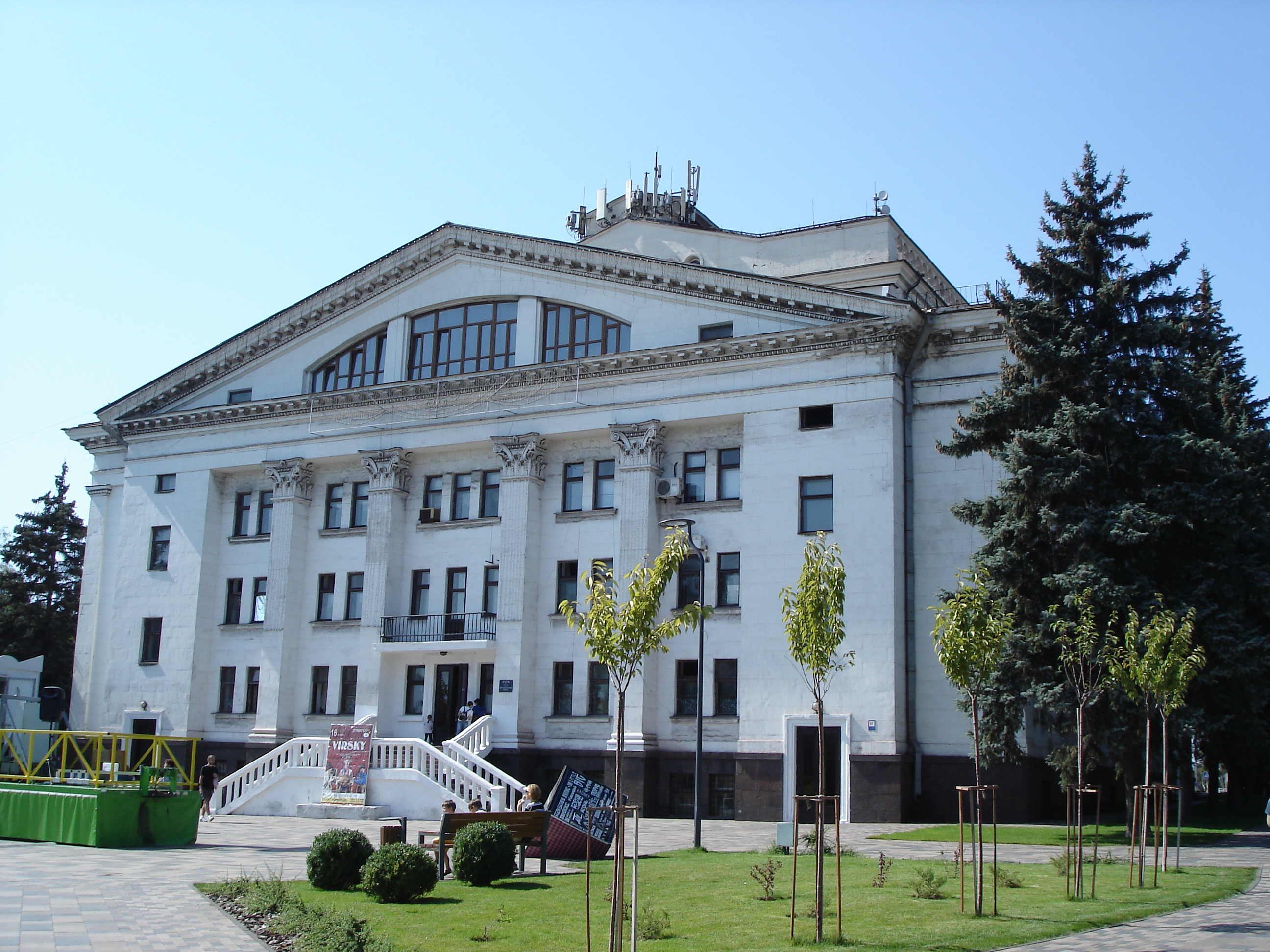
Fasaden mot sydost, 2019
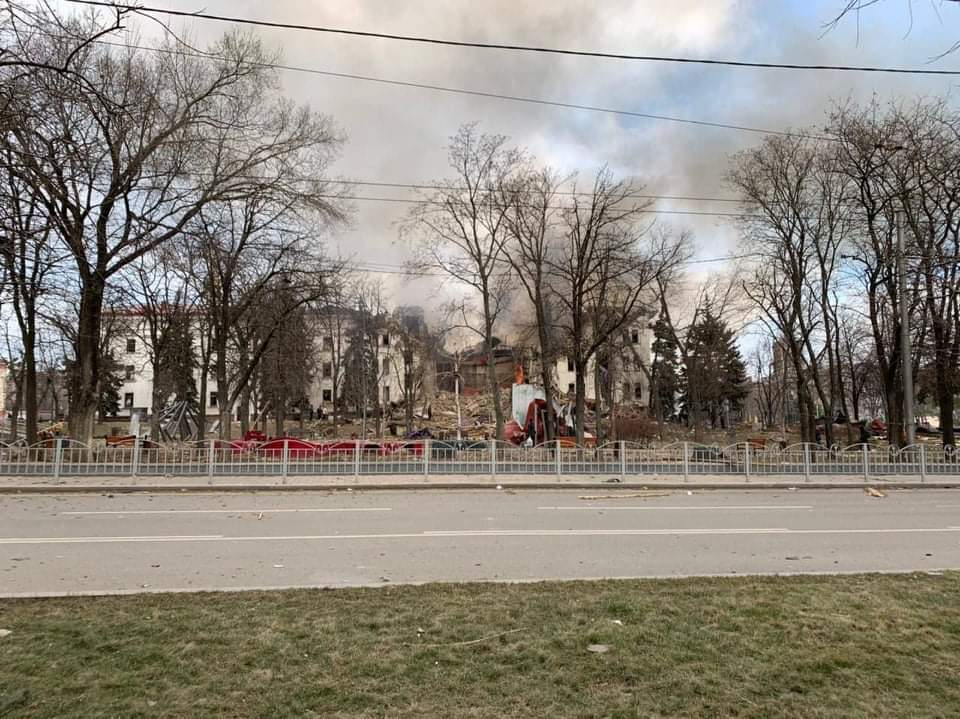
I brand den 16 mars 2022